# Arrencador pneumàtic

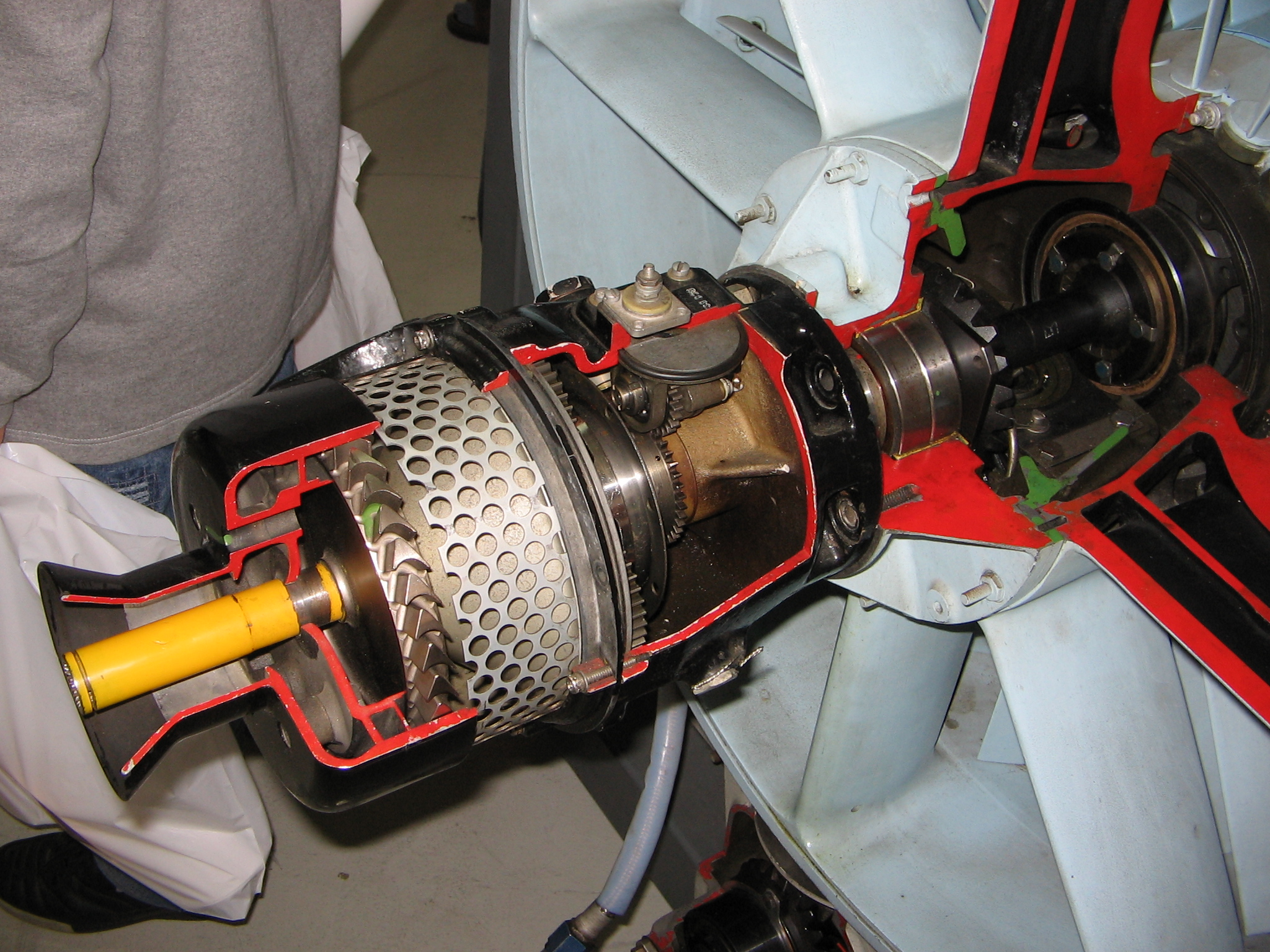
Tall d'un sistema d'arrencament pneumàtic d'un turborreactor General Electric J79. La petita turbina (al costat de l'eix groc) i l'engranatge epicicloïdal (a la dreta de la placa de metall perforat) són clarament visibles.

Un arrencament pneumàtic (o arrencament d'aire comprimit) és una font d'energia utilitzada per tal de proporcionar la rotació inicial d'arrencada per a motors dièsel grans així com per a turbines de gas.

## Motors dièsel

### Arrencada directe
Comparat amb un motor de gasolina, un motor dièsel té una relació de compressió molt alta, una característica de disseny essencial, ja que és l'alta temperatura obtinguda amb la compressió la que encén el combustible. Un arrencament elèctric amb suficient potència per poder "arrencar" un motor dièsel gran, seria en si mateix d'unes grans dimensions molt poc pràctica, per tant, sorgeix la necessitat d'un sistema alternatiu.
Per arrencar el motor, es deixa passar aire comprimit a un cilindre que tingui un pistó just sobre el punt mort superior, forçant-lo cap avall amb la pressió de l'aire. Quan el motor comença a girar, s'obre la vàlvula d'aire d'arrencada en el següent cilindre per continuar el gir. Després de diverses rotacions, s'injecta combustible en els cilindres, i quan el motor comença a funcionar i es talla l'aire.
De fet, mitjançant l'ús d'un sistema d'arrencament pneumàtic directe, s'agrega una complexitat significativa al motor, ja que la culata ha de tenir una vàlvula addicional en cada cilindre per admetre l'aire de l'arrencada, més els sistemes de control requerits. Aquesta complexitat i cost addicionals limiten l'ús de arrencaments pneumàtics per a motors recíprocs molt grans i cars.

### Motor d'arrencadapneumàtic
Un altre mètode per arrencar amb aire un motor de combustió interna és mitjançant l'ús d'aire comprimit o gas per impulsar un motor de fluid en lloc d'un motor d'arrencada elèctric. Els motors d'arrencada pneumàtics es poden fer servir per arrencar motors d'una grandària de 5 a 320 litres i si es necessita més potència d'arrencada, es poden fer servir dos o més motors. Els arrencaments d'aquest tipus s'utilitzen en lloc de motors elèctrics per raó del seu menor pes i major fiabilitat. També poden tenir més durada que un motor d'arrencada elèctric per un factor de tres a un i són més fàcils de construir i reparar. Els motors diesel que operen en activitats de mineria subterrània tendeixen a utilitzar aquest tipus de sistema d'arrencada per tal de reduir el risc que té un sistema elèctric que podria encendre els materials inflamables.

## Turbines de gas
Una arrencament pneumàtic instal·lat en un motor de turbina normalment consisteix en una turbina radial de flux intern, o turbina de flux axial, que està connectada a un compressor d'alta pressió a través d'una caixa d'engranatges accessòria, més les canonades i vàlvules associades. L'aire comprimit es subministra a partir del sistema pneumàtic de la unitat de potència auxiliar de l'aeronau o d'un compressor d'aire muntat en un equip de suport a terra.

## Avantatges
En comparació amb els arrencaments elèctrics, els arrencaments d'aire comprimit tenen una millor relació pes-potència. Els arrencaments elèctrics i el seu cablejat es poden escalfar excessivament si es triga més temps de l'esperat en arrencar el motor, mentre que els arrencaments d'aire poden funcionar sempre que duri el subministrament d'aire. Els arrencaments de turbina són molt més senzills i s'ajusten perfectament als motors de turbina, de manera que s'utilitzen àmpliament en els grans motors de turbohèlix utilitzats en avions comercials i militars.